# موج‌بر (فرکانس رادیویی)

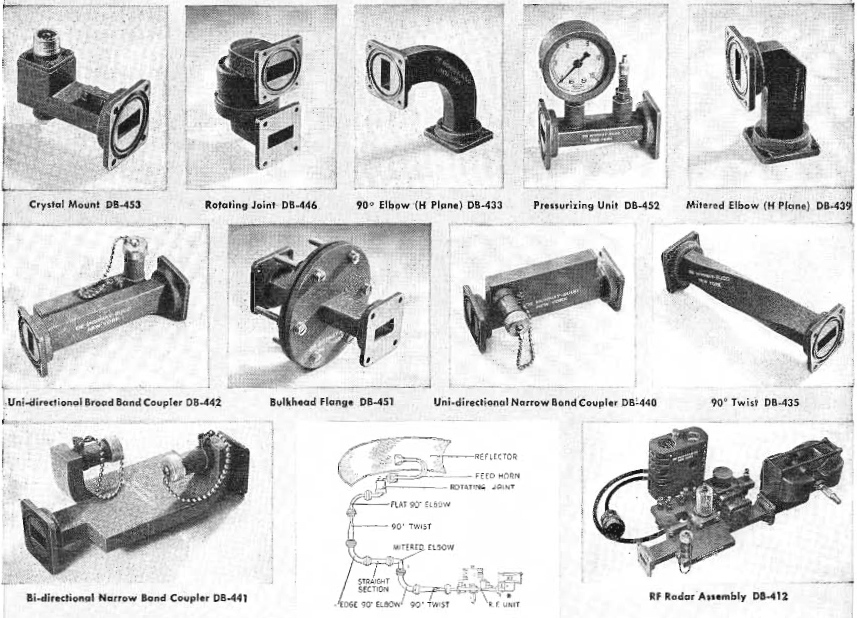
مجموعه‌ای از اجزای موج‌بر استاندارد.

در مهندسی فرکانس رادیویی و مهندسی مخابرات، موج‌بر یک لوله فلزی توخالی است که برای هدایت و انتقال امواج رادیویی به‌کار می‌رود.
این نوع موج‌بر به‌عنوان خط انتقال بیشتر در فرکانس‌های ریزموج برای اهدافی مانند اتصال فرستنده‌های ریزموج و گیرنده‌ها به آنتن‌هایشان در تجهیزات استفاده می‌شود. مانند دستگاه مایکروویو، مجموعه‌های رادار، ماهواره‌های مخابراتی و رادیو لینک مایکروویو.